# Polyschisis hirtipes
Polyschisis hirtipes är en skalbaggsart som först beskrevs av Olivier 1792.  Polyschisis hirtipes ingår i släktet Polyschisis och familjen långhorningar.
Artens utbredningsområde är Guyana. Inga underarter finns listade i Catalogue of Life.